# Lionheart (gruppo musicale britannico)
I Lionheart sono un gruppo rock britannico, fondato a Londra nel 1980. 
La formazione originale era composta dal cantante e bassista Rocky Newton (ex The Next Band, Wildfire, e in seguito nel Michael Schenker Group) il chitarrista Dennis Stratton (ex Iron Maiden), il chitarrista Steve Mann (ex Liar, in seguito Michael Schenker Group ed Eloy) e il e il batterista Frank Noon (ex The Next Band e Def Leppard).

## Storia
Fecero il loro esordio nel 1980 al Marquee Club di Londra. Nel 1981 Frank Noon entrò nei Def Leppard e venne sostituito dall'ex Judas Priest Les Binks, mentre Steve Mann venne rimpiazzato da Lauren Archer.
Una demo registrata dal nucleo di Stratton, Mann e Newton fece ottenere al gruppo un accordo con la CBS Records nel 1984. Dopo aver arruolato il nuovo cantante Chad Brown la band procedette a registrare il loro album di debutto, Hot Tonight, con il produttore discografico Kevin Beamish (REO Speedwagon, Starship) ai Sound City Studios di Los Angeles, California. Questo è stato uno sforzo in stile AOR che non è riuscito a catturare l'interesse dei vecchi fan o quello del loro pubblico di destinazione negli Stati Uniti.
Nel 1985 la band ha continuato con gli ex membri dei Grand Prix, il batterista Andy Bierne e il tastierista Phil Lanzon, apparendo nel popolare programma ECT. Lanzon alla fine se ne andò per unirsi ai riformati Sweet (e successivamente agli Uriah Heep), mentre Brown lasciò il posto al nuovo cantante Keith Murrell.
Non riuscendo ad ottenere il successo sperato, Lionheart si sciolse nel 1986.  Bierne divenne un produttore discografico, Murrell ha guidato il gruppo rock irlandese Mama's Boys, e Dennis Stratton si unì ai Praying Mantis insieme all'ex compagno degli Iron Maiden Paul Di Anno.
Dopo lo scioglimento, Steve Mann ha firmato con Sweet come chitarrista / tastierista alla fine del 1989, in sostituzione del suo ex compagno di band di Lionheart Lanzon. Mann rimase fino alla metà degli anni '90 quando fu invitato da Frank Bornemann, proprietario dell'Horus Sound Studio ad Hannover, in Germania, a suonare la chitarra e alcune tastiere per la sua band Eloy, completando una formazione composta da Klaus-Peter Matziol al basso, Michael Gerlach alle tastiere e Bodo Schopf alla batteria.
Nel 2016 la band ha deciso di continuare a lavorare insieme, con la pianificazione di ulteriori esibizioni dal vivo e un nuovo album, intitolato Second Nature, pubblicato in Giappone a giugno 2017 su King Records e in Europa ad agosto 2017 su AOR Heaven, seguito da un mini tournée in Giappone. Sono in discussione le modalità di rilascio in altri territori. L'album è stato registrato principalmente al Flying Vivaldi Studio di Steve Mann in Germania, con altre parti registrate da Dennis Stratton, Lee Small e Rocky Newton nel Regno Unito.
Lionheart è apparso allo Sweden Rock Festival nel giugno 2017.

## Formazione

### Attuale
- Lee Small - voce
- Rocky Newton - basso
- Dennis Stratton - chitarra
- Steve Mann - chitarra
- Clive Edwards - batteria

### Membri precedenti
- Frank Noon - batteria
- Chad Brown - voce
- Andy Beirne - batteria
- Phil Lanzon - tastiera
- Keith Murrel - voce

## Discografia

### Album in studio
- 1984 - Hot Tonight
- 1999 - Unearthed – Raiders of the Lost Archives
- 2017 - Second Nature
- 2020 - The Reality of Miracles